# ديفيد بروفي
ديفيد بروفي (بالإنجليزية: David Brophy)‏ هو موزع أيرلندي، ولد في 24 مارس 1972.

## وصلات خارجية
- ديفيد بروفي على موقع ميوزك برينز (الإنجليزية)